# Rawa Bangun (Rengat)
Rawa Bangun is een bestuurslaag in het regentschap Indragiri Hulu van de provincie Riau, Indonesië. Rawa Bangun telt 852 inwoners (volkstelling 2010).